# Li Yuanchao
Li Yuanchao (20 de novembro de 1950)   é um político chinês aposentado. Ele foi vice-presidente da República Popular da China de 2013 a 2018 e presidente honorário da Sociedade da Cruz Vermelha da China. Foi membro do Secretariado do Partido Comunista Chinês e chefe do seu Departamento de Organização entre 2007 e 2012. De 2002 a 2007, Li serviu como secretário do Partido Comunista Chinês em Jiangsu, o principal líder de uma área de desenvolvimento econômico significativo. Entre 2007 e 2017, ocupou assento por dois mandatos no Politburo do Partido Comunista Chinês.
Li Yuanchao desempenhou um papel importante na reforma e abertura sob os líderes chineses Deng Xiaoping e Chen Yun.  Ele estudou matemática na universidade e, em 1983, o chefe do partido de Xangai, Chen Pixian, recomendou Li Yuanchao para chefiar a organização da Liga da Juventude Comunista de Xangai. Antes considerada uma estrela política em ascensão, Li gradualmente desapareceu da cena política.

## Biografia
Li nasceu em 1950 no Condado de Lianshui, cidade de Huai'an, província de Jiangsu, filho de Li Gancheng (李干成), funcionário do Partido Comunista e posteriormente vice-prefeito de Xangai, e Lü Jiying (吕继英), um revolucionário comunista do Condado de Shuyang, no norte da província de Jiangsu. Ele era o quarto filho entre seus sete filhos e foi nomeado Yuanchao (援朝) em homenagem à "campanha de ajuda à Coreia do Norte". Mais tarde na vida, ele mudaria os caracteres desse nome para (源潮), mantendo a pronúncia Yuanchao. Li frequentou Escola Secundária de Xangai em Xangai, onde se formou em 1966, pouco antes da Revolução Cultural. Durante a Revolução Cultural, trabalhou no condado de Dafeng, Jiangsu, realizando trabalhos manuais. 
Em 1973, Li foi recomendado a ingressar na Universidade Normal do Leste da China para estudar matemática. Ele então trabalhou como professor na Escola Secundária de Nanchang, em Xangai, e depois como instrutor na faculdade profissionalizante da indústria do distrito de Luwan, em Xangai. Após a retomada do Exame Nacional de Admissão à Faculdade, Li foi admitido para fazer mestrado em matemática pela Universidade Fudan. Ele ingressou no Partido Comunista Chinês em junho de 1978. Em 1981, após se formar, permaneceu na Fudan para lecionar como professor e ocupou um cargo de liderança na organização Liga da Juventude Comunista da universidade. 
Em 1983, Li foi promovido por recomendação do então chefe do partido de Xangai, Chen Pixian, para chefiar a organização Liga da Juventude Comunista de Xangai aos 32 anos. Pouco depois tornou-se membro do Secretariado Central da Liga da Juventude Comunista, responsável pela propaganda e ideologia. Ele serviu no cargo até 1991. Durante o seu tempo na Liga da Juventude, Li obteve, através de estudos a tempo parcial, um mestrado em gestão económica pela Universidade de Pequim, sob a supervisão do economista Li Yining, e um doutoramento (também a tempo parcial) em direito pela Escola Central do Partido em 1998. 
Em março de 2019, a Agence France-Presse informou que 20 parágrafos da sua tese de doutoramento Algumas questões relativas à produção da cultura e da arte socialista foram plagiados de uma tese escrita por Zhang Mingeng. 
Em 1993, Li foi nomeado vice-chefe do Gabinete de Informação do Conselho de Estado. Em 1996, tornou-se Vice-Ministro da Cultura. Em 2001, ele buscou treinamento de meio de carreira na John F. Kennedy School of Government da Universidade de Harvard. 

## Jiangsu
Em 2001, Li foi elevado a vice-secretário do Partido na província de Jiangsu e, ao mesmo tempo, chefe do partido na capital da província, Nanjing. Em Outubro de 2001, apenas um mês depois de ter tomado posse, Li chamou a atenção ao despedir vários funcionários municipais acusados de assediar sexualmente funcionárias de hotéis. 
No 16º Congresso do Partido realizado em 2002, Li não conseguiu garantir um assento no Comitê Central e foi eleito apenas membro suplente. No entanto, no momento da eleição, Li já havia sido acordado pelos principais líderes do partido para ocupar o cargo mais alto em Jiangsu, causando uma situação estranha e rara em que Li serviria como chefe do partido em uma província importante sem ocupar um cargo completo no Comitê Central. 
Li serviu como secretário do Comitê Provincial do PCC em Jiangsu entre 2002 e 2007. Durante o seu mandato em Jiangsu, Li avaliou as autoridades locais em termos de desempenho medido por factores sociais e ambientais, em oposição a factores puramente econômicos.  Em resposta ao caso de corrupção de Xu Guojian, chefe do Departamento de Organização provincial, Li disse: “Jiangsu está iniciando a maior campanha anticorrupção desde a fundação da República Popular”. 

## Politburo
Visto como aliado do secretário-geral Hu Jintao e membro do tuanpai devido à sua formação na Liga da Juventude Comunista, Li tornou-se membro do Politburo do Partido Comunista Chinês e chefe do Departamento de Organização do Partido Comunista Chinês após o 17º Congresso Nacional do Partido em outubro de 2007. Após o 18º Congresso do Partido, Li Yuanchao não era mais o chefe do Departamento de Organização do Partido Comunista Chinês. Desde 19 de novembro de 2012, seu sucessor é Zhao Leji. Dizia-se que Li era a favor da reforma política. 
Durante o Congresso Nacional do PCC de 2012, Li foi considerado um candidato à promoção ao Comitê Permanente do Politburo, mas foi bloqueado pelo ex-secretário-geral Jiang Zemin, no que foi visto como uma grande derrota para Hu Jintao. No entanto, ele continuou a servir no Politburo de 25 membros, para o qual foi selecionado pela primeira vez em 2007.  

## Vice-presidente
Em março de 2013, Li foi eleito vice-presidente. O cargo de vice-presidente era ocupado desde 1998 pelo mais alto secretário do Secretariado do partido; A escolha de Li como vice-presidente quebrou esta convenção de quinze anos; isso significa que Li também foi o primeiro vice-presidente sem assento no Comitê Permanente do Politburo desde 1998.  Desde que assumiu o cargo, que é em grande parte de natureza cerimonial, Li desempenhou um papel importante nas relações exteriores. Serviu como vice-líder do Grupo de Coordenação dos Negócios Estrangeiros, o principal órgão de coordenação dos negócios estrangeiros do Partido Comunista, e vice-líder do Grupo Central de Coordenação para os Assuntos de Hong Kong e Macau. Li foi o oficial chinês mais graduado a comparecer ao memorial de estado do líder sul-africano Nelson Mandela, ao funeral de estado do líder cubano Fidel Castro  e ao funeral de estado do líder fundador de Singapura, Lee Kuan Yew. Li deixou o Politburo após o 19º Congresso do Partido, em outubro de 2017. 
Em 2018, Li aposentou-se do cargo e foi sucedido pelo vice-presidente Wang Qishan.

## Publicações
Livro: A Escolha Estratégica para a Prosperidade da China (versão em inglês), publicado em dezembro de 2018, South Ocean Publishing House, Singapura.  Especialmente para felicitar o 40º Aniversário da Reforma e Abertura da China. Li Yuanchao é um dos 4 autores. Os outros incluem Li Yining, Meng Xiaosu, Li Keqiang. Traduzido do chinês por Shi Guangjun e Jiang Hongxing.